# Börje Gustafsson
Måns Börje Gustaf Gustafsson, född 18 december 1924 i Helsingfors, död 11 oktober 2009 i Enånger-Njutångers församling, Gävleborgs län, var en svensk präst. 
Gustafsson, som var son till byggmästare Gustaf Gustafsson och Alda Lindström, blev efter studentexamen 1944 teologie kandidat i Helsingfors 1953. Han blev pastorsadjunkt i Mora församling 1954, kyrkoadjunkt i Dala-Järna 1955, i Iggesund 1959, kyrkoherde i Njutångers och Nianfors församlingar 1964 och i Söderhamns-Sandarne pastorat 1979–1989. Han var ledamot av Uppsala ärkestifts ungdomsråd från 1963.